# A.P. Franklin
Anders Peter Franklin, känd som A.P. Franklin, född 14 november 1877 i Slätthögs församling i Kronobergs län, död 19 mars 1939 i Göteborgs Vasa församling, var en svensk missionär, förkunnare och författare verksam inom Svenska Alliansmissionen och Pingströrelsen.

## Biografi
A.P. Franklin var son till hemmansägaren Johan Petersson och Inga Lisa Andersdotter i Hårlatorp, Slätthögs församling. Han anslöt sig till Svenska Alliansmissionen och blev en av samfundets första missionärer i Indien 1899. Tillsammans med missionär A.J. Selin startade de i norra Indien ett missionsarbete som blev mycket framgångsrikt och där många SAM:s missionärer har verkat. Kyrkorörelsen som de grundade heter Suvarta Alliance Churches. 
Franklin blev SAM:s missionssekreterare 1920 och påverkade även samfundets dopsyn, i en baptistisk riktning med troendedop.
År 1924 övergick Franklin till Pingströrelsen och kom att leda den yttre missionen även där. Han grundade Svenska Fria Missionen inom Pingströrelsen men kom efter tag i konflikt med Lewi Pethrus, angående bland annat ideologiska frågor om den lokala församlingen kontra den fria missionsorganisationens ansvar för missionsarbete. Andra väckelserörelser som SAM och Svenska baptistsamfundet sände missionärer som samfund medan Pethrus nu drev linjen att endast fria lokala pingstförsamlingar ska sända missionärer. Frågor aktualiserades även om delar av Franklins författarskap var översättningar eller plagiat och detta sammantaget blev den långvarig splittringen som kallas Franklinstriden. Verksamheten inom Svenska Fria Missionen hade också utvecklats med förlag och utbildningsverksamhet och Franklin var mycket produktiv som författare. 
Franklin uteslöts ur Filadelfiaförsamlingen i Stockholm 1929 och blev välkomnad i Södermalms Fria Församling.  
Redan 1930 skrev Franklin en egen skildring om konfliktens orsaker, schismen inom pingströrelsen: Vem bär ansvaret?.
Franklin flyttade sedan till Göteborg och grundade en ny församling där, Guds Församling, och ledde under en period en fri väckelserörelse utanför Pingströrelsen.
Han var gift med Dagmar Elisabet Helena von Wolcker (1874–1972), dotter till major Henrik Samuel von Wolcker och Magdalena Maria Söderberg. Makarna är begravda på Östra kyrkogården i Göteborg.

## Författarskap
Böcker skrivna av A.P. Franklin
- Bhilmissionen. Jönköping :Skandinaviska Alliansmissionen,1906. LIBRIS-ID:1613367
- Bhilerna. Jönköping :Skandinaviska Alliansmissionen,1907
- Barnaskapet, Bibelstudier. Stockholm: Förlaget Filadelfia,1923. LIBRIS-ID:1472537
- Den bedjande missionären i Indien. Stockholm: Förlaget Filadelfia,1923. LIBRIS-ID:740606
- Bibelns egna ord om Jesu tillkommelse och därmed förbundna tilldragelser. Stockholm: Förlaget Filadelfia, 1926. LIBRIS-ID:1330063
- De eviga straffen : fantasi eller verklighet? Stockholm: Förlaget Filadelfia, 1924.
- Himlen. Stockholm: Förlaget Filadelfia, 1924. LIBRIS-ID:1472541
- Morgongryning på missionsfälten. Stockholm: Förlaget Filadelfia, 1924. LIBRIS-ID:1472543
- Bibelns egna ord om Jesu tillkommelse och därmed förbundna tilldragelser. Stockholm: Förlaget Filadelfia, 1926. LIBRIS-ID:1330063
- Vad kan vara Guds mening med pingstväckelsen. Stockholm :Filadelfia, 1927. LIBRIS-ID:1330069
- En blick på det närvarande missionsläget. Stockholm :Svenska fria missionen,1929. LIBRIS-ID:1330064
- Schismen inom pingströrelsen : Vem bär ansvaret? Stockholm :Facklansförlag,1930. LIBRIS-ID:1330067